# Lago Dian
El lago Dian (en chino, 滇池; pinyin, Diān chí) es un lago de República Popular China, el de mayor extensión de la provincia de Yunnan y el 6º mayor del país. Se le conoce también como el lago Kunming ya que está situado en esta ciudad.
Ocupa un área de 298 km² y su profundidad media es de 4,4 metros. El punto más profundo alcanza los 10 metros. En el lago convergen diferentes ríos entre los que destacan el río Pudu y el Napan.
La zona que rodea el lago es de tierra fértil. Está situado en una zona montañosa y en sus orillas se encuentran diversos parques públicos. Al lago Dian se le conoce también como «La perla de montaña brillante», ya que su color es a veces plateado. Se ha convertido en un importante centro turístico.

## Historia del Lago Dianchi
El lago Dianchi fue el lugar de la capital del reino independiente de los Cuan durante el primer milenio d. C. En ese momento, se le conocía como Kunchuan.
El lago ha sido importante a lo largo de la historia para el desarrollo y los medios de vida de la gente de Kunming y la cuenca. Desde hace años juega un papel importante en la economía de toda la provincia. La edad del lago, combina con otros factores favorables, hasta las últimas décadas, el lago contenía una gran cantidad de especies endémicas y un alto nivel general de biodiversidad. El lago se utiliza para diversos fines, incluido el suministro de agua industrial y agrícola, la regulación del almacenamiento de agua, el control de inundaciones, la acuicultura, la regulación de clima, la navegación y el turismo y, significativamente desde 1990 para el agua potable.